# خير أباد (قرية الخير)
خیر أباد (بالإنجليزية: Kheyrabad, Darab)‏ هي منطقة سكنية تقع في إيران في فارس. يقدر عدد سكانها بـ 617 نسمة .